# Ligne de la grande ceinture de Paris
Pour les articles homonymes, voir Grande ceinture.
La ligne de la grande ceinture de Paris, dite Grande Ceinture, est une ceinture périphérique ferroviaire établie autour de Paris, à une quinzaine de kilomètres en moyenne du boulevard périphérique. Sa construction est décidée vers la fin du XIXe siècle, pour assurer l'interconnexion des lignes radiales reliant la capitale à la province et soulager la ligne de Petite Ceinture créée précédemment. Elle est doublée, sur une portion est, par la « Grande Ceinture complémentaire » et, sur une portion sud-est, par la « Grande Ceinture stratégique ».
Elle constitue la ligne no 990 000 du réseau ferré national, le tronçon de Bobigny à Sucy - Bonneuil constituant la ligne no 957 000 (dite « Grande Ceinture complémentaire »), et le tronçon de Choisy-le-Roi à Massy - Verrières constituant la ligne no 985 000 (dite « Grande Ceinture stratégique »).

## Description
De nos jours, la ligne de Grande Ceinture n'accueille plus que le trafic ferroviaire de marchandises dans ses parties nord et est, entre Sartrouville et Villeneuve-Saint-Georges.

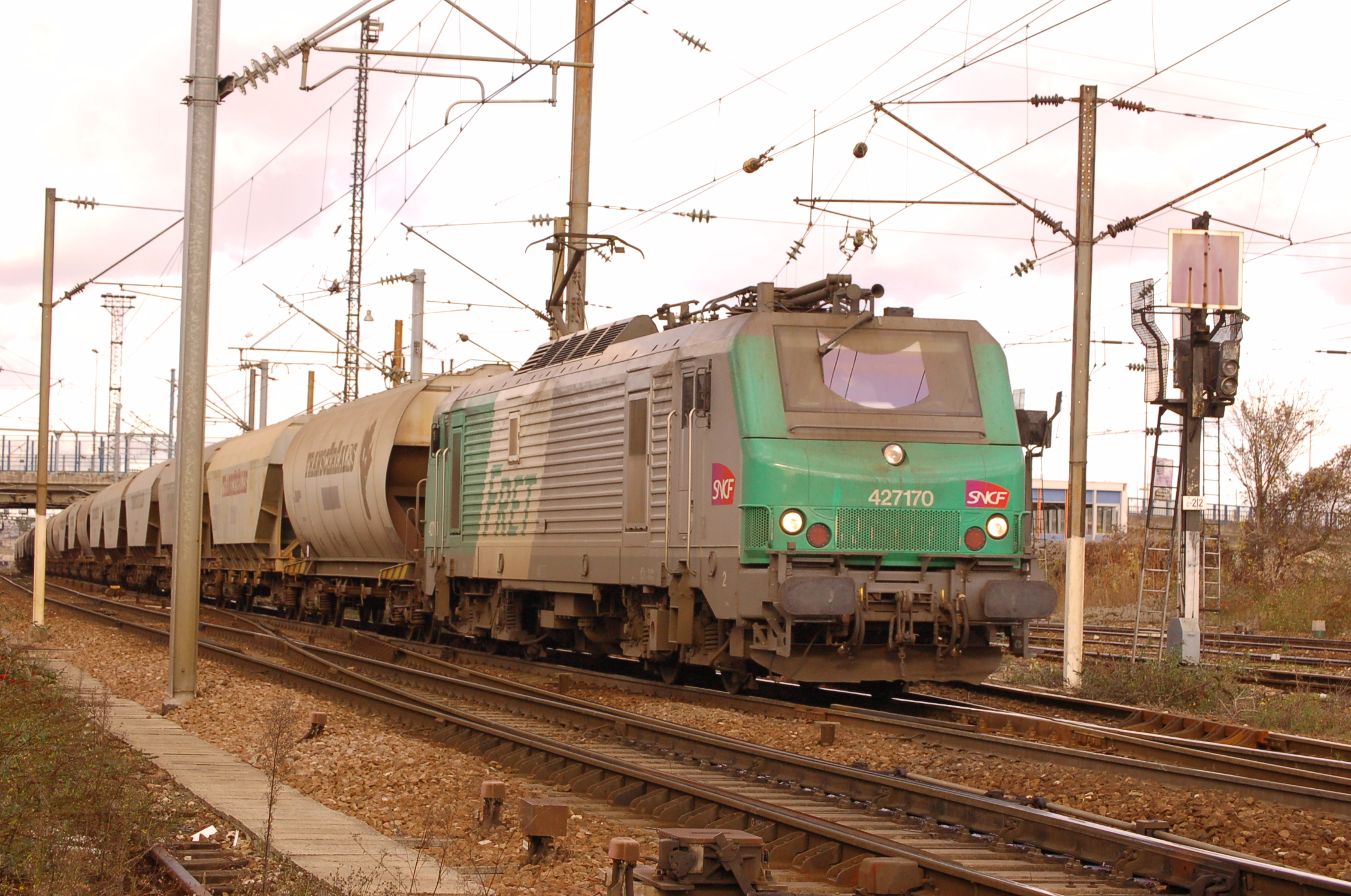
Un convoi pour Noisy-le-Sec passe à Bobigny, point de jonction des deux itinéraires de la Grande Ceinture. Au fond, l'« évite Noisy ».

Elle assure toutefois la liaison entre tous les réseaux :
- ouest pour la Normandie ;
- nord pour la Picardie, le département du Nord, le Benelux et la Grande-Bretagne ;
- est pour la Lorraine, l'Alsace et l'Allemagne ;
- sud-est et sud-ouest, avec leurs prolongements en Italie, en Suisse et en Espagne.

Reliant les gares de triage d'Achères, du Bourget, de Valenton et de Villeneuve-Saint-Georges, elle dessert ainsi les différents chantiers d'Île-de-France. Un trafic intense (près de 260 trains de marchandises par jour en 2010)
 entraîne la quasi-saturation de certains tronçons, surtout en Seine-Saint-Denis.
Plusieurs sections voient circuler à la fois des trains de banlieue et de grandes lignes :
- à l'ouest, le court tronçon entre Sartrouville et Achères, commun à l'une des branches du RER A et à la ligne Paris – Rouen – Le Havre ;
- au sud :
  - le tronçon entre Versailles-Chantiers et Massy - Palaiseau, commun au Transilien V et aux TGV inOui effectuant la liaison Le Havre – Rouen – Lyon – Marseille ;
  - le tronçon entre Choisy-le-Roi et Massy - Verrières, commun à la Grande Ceinture stratégique et aux liaisons TGV de l'Atlantique vers le nord, l'est et le sud-est (issues de la LGV Atlantique via Massy TGV), qui rejoignent la LGV Interconnexion Est à Valenton.
- à l'est :
  - le tronçon entre Champigny et Sucy - Bonneuil, commun au RER A et à la ligne de Vincennes.

Depuis 2014, la section allant d'Épinay-sur-Seine au Bourget est mise à quatre voies pour permettre la circulation de la ligne de tram-train T11 le long des voies fret.
En partie désaffecté, le tronçon d'Achères à Versailles-Chantiers est remplacé, pour le fret, par la ligne de Plaisir - Grignon à Épône - Mézières. Une première section a rouvert aux voyageurs le 12 décembre 2004 sur le parcours de Saint-Germain-en-Laye à Noisy-le-Roi (projet « Grande ceinture Ouest »). Cette liaison a ensuite été remplacée par la ligne T13, ouverte à l'exploitation le 6 juillet 2022 et empruntant la Grande ceinture entre Saint-Cyr et Saint-Germain-en-Laye-Grande-Ceinture. Seule la section de Saint-Germain à Achères est désaffectée, voire déferrée.

### Gares

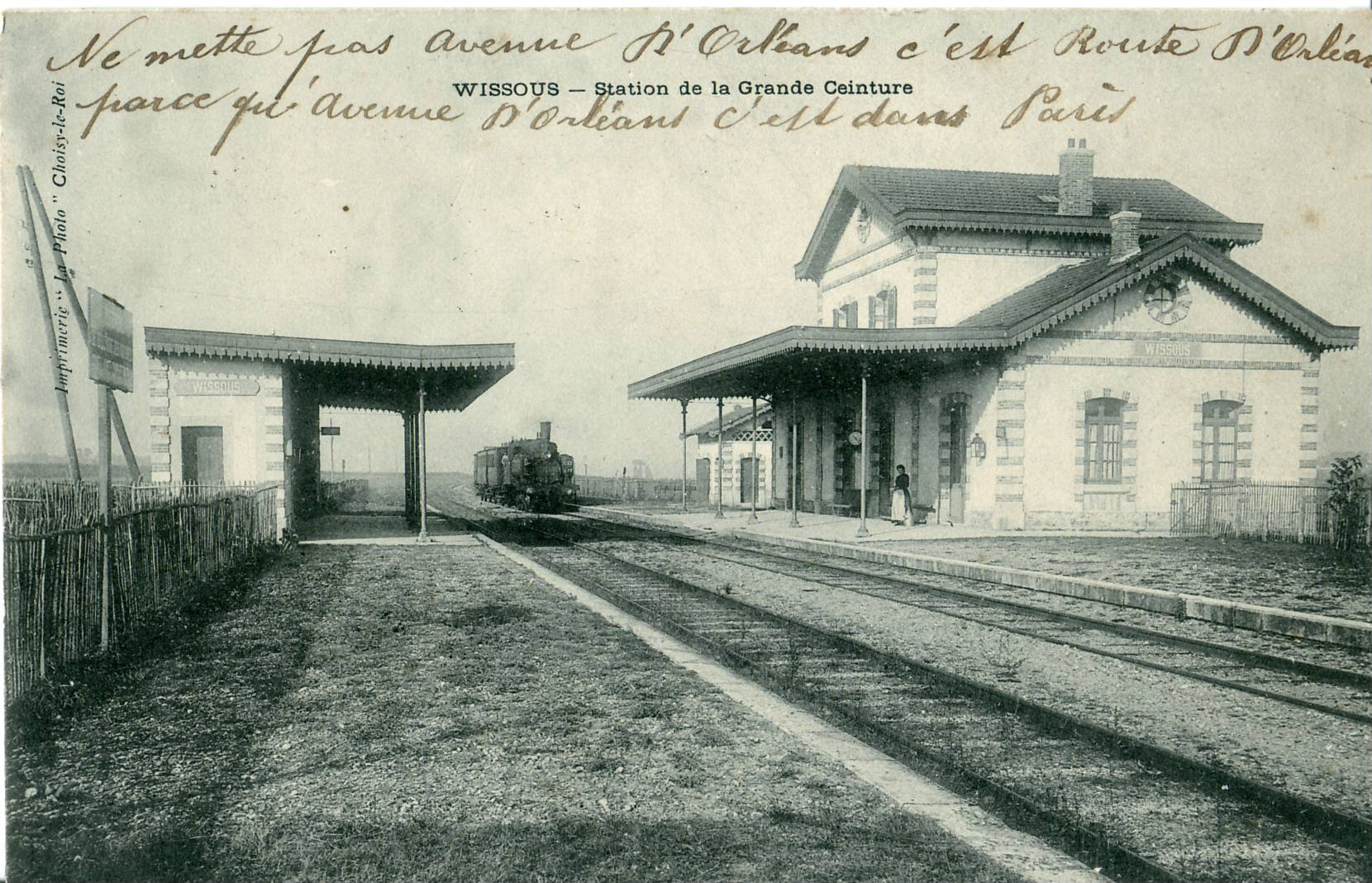
La gare de Wissous au début du XXe siècle.

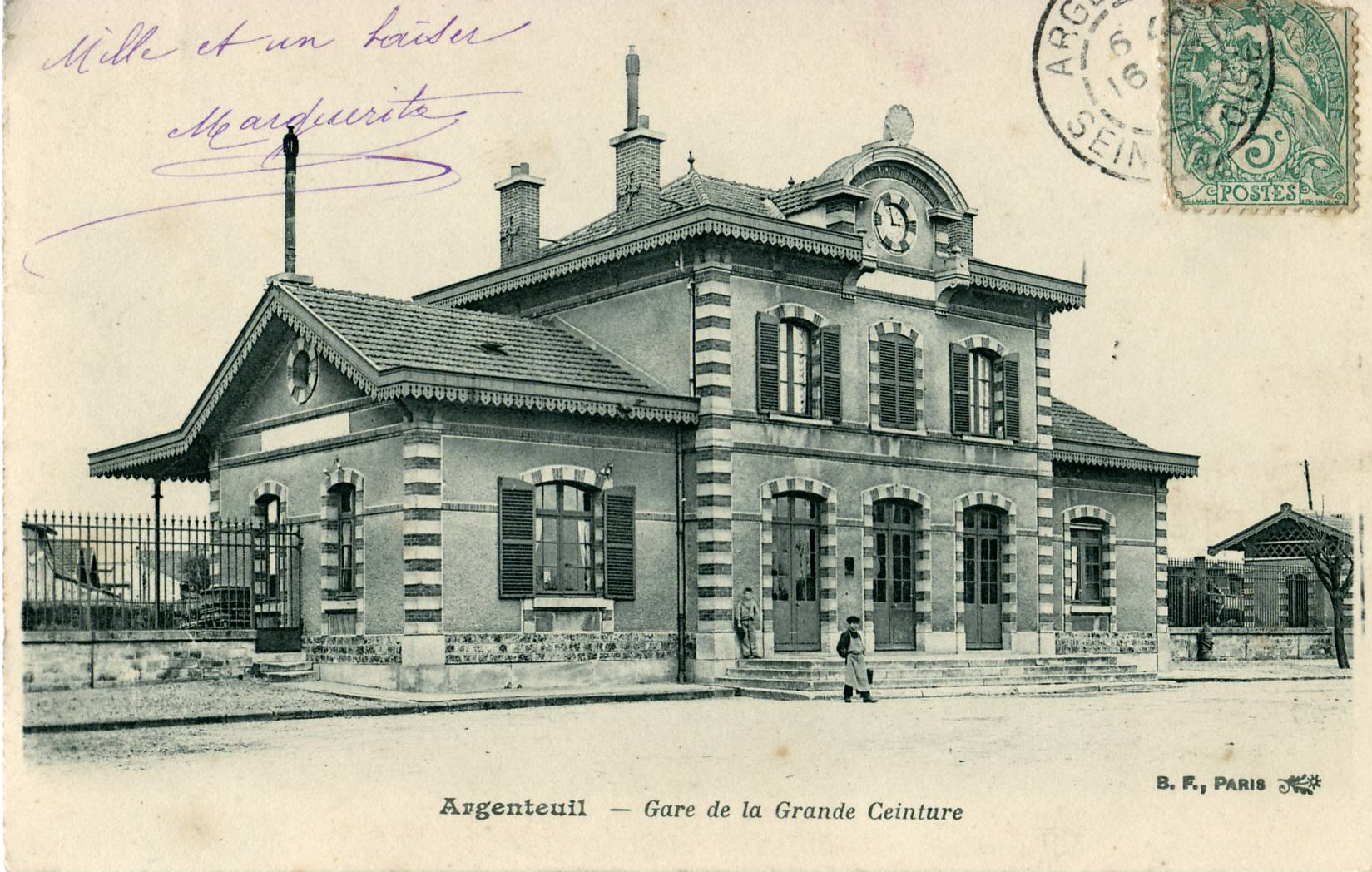
Argenteuil, dotée d'un BV plus vaste.

Pour les stations intermédiaires, un modèle standard de bâtiment voyageurs est réalisé tandis que des constructions plus grandes recourant aux mêmes matériaux sont érigées à Saint-Germain-en-Laye, Argenteuil et Massy - Palaiseau. Le type standard consiste en un corps central à étage sous toiture à arête transversale encadrée par des ailes basses d'une seule travée. Le rez-de-chaussée est occupé en son centre par une salle d'attente pour les voyageurs de 2e et 3e classe encadrée d'une part par les guichets et le bureau des bagages et de l'autre par une salle d'attente séparée pour les voyageurs de 1re classe, la consigne et l'escalier menant aux appartements de fonction du chef de gare consistant en une cuisine avec office, une petite salle à manger, trois chambres et une mansarde. La construction de gares de ce type a également été décrétée par l’Administration de l’État pour la ligne de l'Étang-la Ville à Saint-Cloud et la ligne de Villeneuve-Saint-Georges à Palaiseau. Le soubassement est réalisé en pierre meulière, les murs en moellons revêtus de crépi tyrolien avec des encadrement de baies et pilastres d'angle alternant la pierre de taille et les briques rouges. Les charpentes de combles et de planchers sont en fer et des tuiles mécaniques recouvrent la toiture. Côté quai, la façade est dotée d'une marquise au toit recouvert de zinc faisant face à un abri à toit plat disposé sur le quai opposé avec une marquise similaire. Une halle aux marchandises, un pavillon pour les toilettes et un second pour la lampisterie complètent les installations avec deux quais à voyageurs longs de 250 m, une grue, un pont à peser et des voies de garage dotées de plaques tournantes. Argenteuil, Saint-Germain-en-Laye et Massy - Palaiseau sont pourvues de grues hydrauliques et de fosses à cendres pour les locomotives. Les bâtiments des haltes s'articulent autour de la maisonnette de garde, une petite bâtisse d'une seule travée avec cave ou appentis, complétées par une aile servant de salle d'attente et de guichets.

### Ouvrages d'art
Depuis Versailles-Chantiers qui constitue le PK 0 de la ligne, en direction du nord puis de l'est, du sud et de l'ouest, la Grande ceinture parcourt les ouvrages d'art suivants :
- Tunnel des Relais, à Noisy-le-Roi ;
- Viaduc du Val-Saint-Léger, à Saint-Germain-en-Laye ;
- Pont ferroviaire de Maisons-Laffitte ;
- Viaduc de Nogent-sur-Marne ;
- Pont ferroviaire de Champigny-sur-Marne ;
- Pont ferroviaire de Bonneuil-sur-Marne ;
- Pont ferroviaire de Choisy-le-Roi ;
- Tunnel de la Faisanderie, à Villeneuve-le-Roi ;
- Tunnel des Noyers, également à Villeneuve-le-Roi.

## Histoire

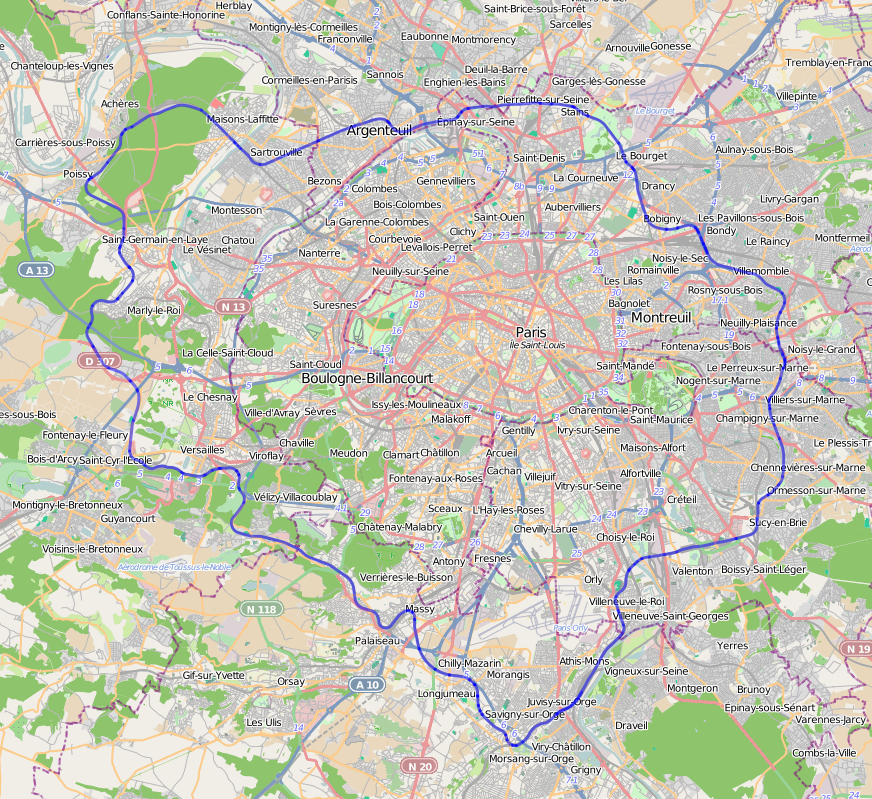
Plan de la Grande Ceinture.

### Création d'une ligne de Grande ceinture
Une loi du 4 août 1875 déclare d'utilité publique l'établissement d'un chemin de fer dit de Grande-Ceinture de Paris. Ce dernier part de la gare dite des Matelots, sur le chemin de fer de l'Ouest, à Versailles, passe par ou près de Saint-Germain-en-Laye, Poissy, Argenteuil, Épinay-sur-Seine, Stains, Dugny, Bobigny, Noisy-le-Sec, Nogent-sur-Marne, La Varenne-Saint-Hilaire, Valenton, Villeneuve-Saint-Georges, Palaiseau et Bièvres. La ligne rejoint le chemin de fer de l'Ouest à la gare des Chantiers, à Versailles, avec raccordement sur les lignes principales rayonnant de Paris, y compris une ligne complémentaire d'Épinay-sur-Seine à la gare de Noisy-le-Sec, sur la ligne de l'Est, passant par les gares de triage de La Plaine, à Saint-Denis, et de Pantin (ligne de La Plaine à Pantin). La même loi approuve la convention provisoire passée le même jour entre le ministre des Travaux publics et les compagnies du Nord, de l'Est, de Paris à Orléans et de Paris à Lyon et à la Méditerranée, réunies en syndicat pour la création du chemin de fer et de ses embranchements.
Le syndicat du chemin de fer de la grande ceinture de Paris est constitué le 23 septembre suivant par une convention signée entre les compagnies des chemins de fer du Nord, de l'Est, d'Orléans, et de Paris à Lyon et à la Méditerranée. Cette convention est approuvée le 3 décembre 1875.
Le chemin de fer emprunte en partie des sections de lignes déjà en exploitation :
- sur le réseau de l'Ouest, de la gare des Chantiers à la gare des Matelots, à Versailles (ligne de Paris-Montparnasse à Brest), et de Poissy à Maisons-Laffitte (ligne de Paris-Saint-Lazare au Havre) ;
- sur le réseau du Nord, d'Épinay-sur-Seine à la gare de la plaine de Saint-Denis (ligne de Saint-Denis à Dieppe et ligne de Paris-Nord à Lille) ;
- sur le réseau de l'Est, de Rosny-sous-Bois à Champigny-sur-Marne (ligne de Paris-Est à Mulhouse-Ville), et de Champigny à Sucy-en-Brie (ligne de Paris-Bastille à Marles-en-Brie).

Il est prévu que les voies puissent être doublées, dès que l'insuffisance de ces voies aura été constatée par l'administration.
La Grande Ceinture ouvre en 1877, entre Noisy-le-Sec et Villeneuve-Saint-Georges. Le 16 juillet, un service voyageurs est mis en place entre la gare de Paris-Est et la gare de Paris-Austerlitz.

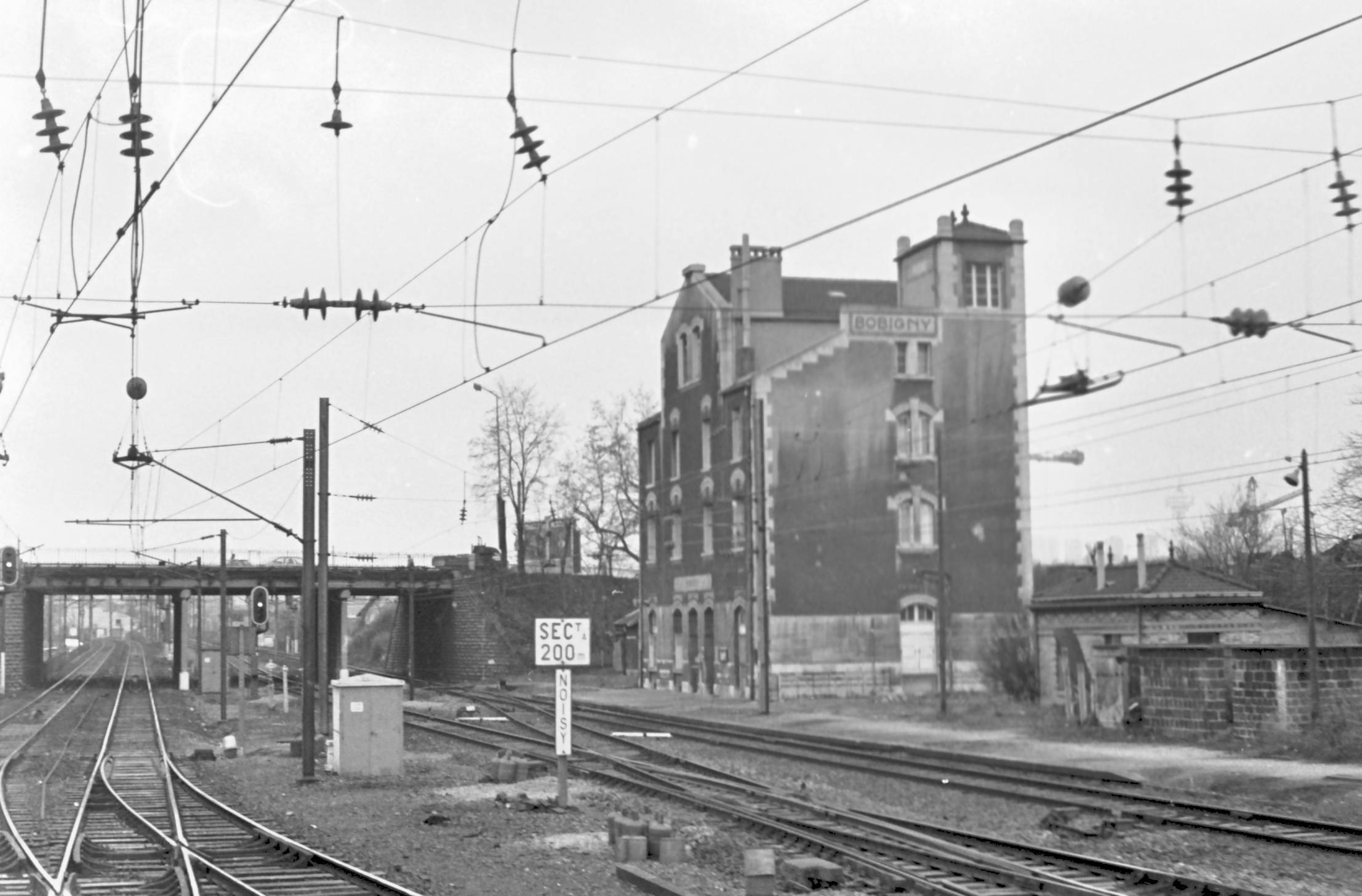
La gare de Bobigny
en 1984.

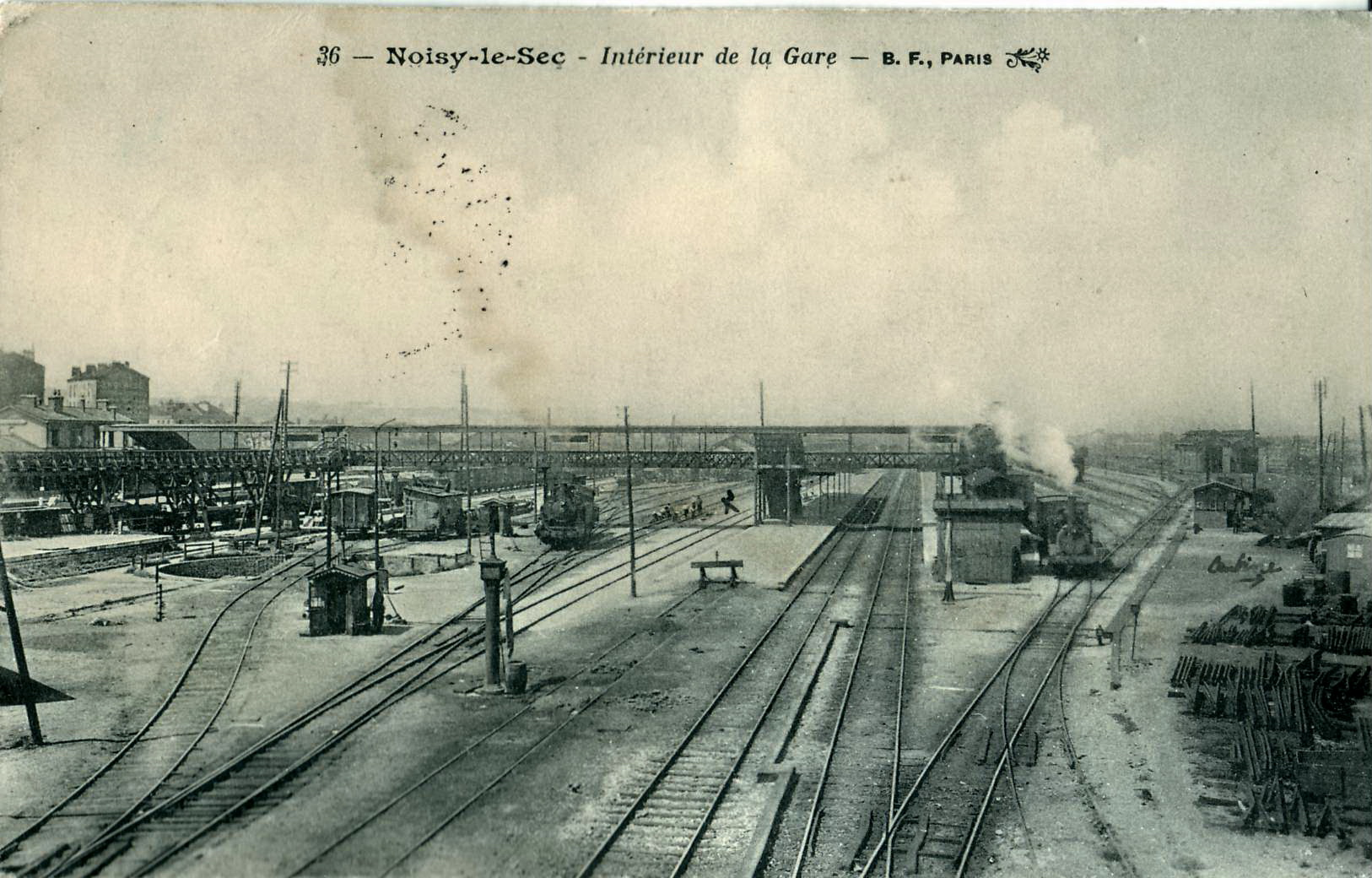
La gare de Noisy-le-Sec avant la Première Guerre mondiale. Au centre, les quais de la Grande Ceinture.

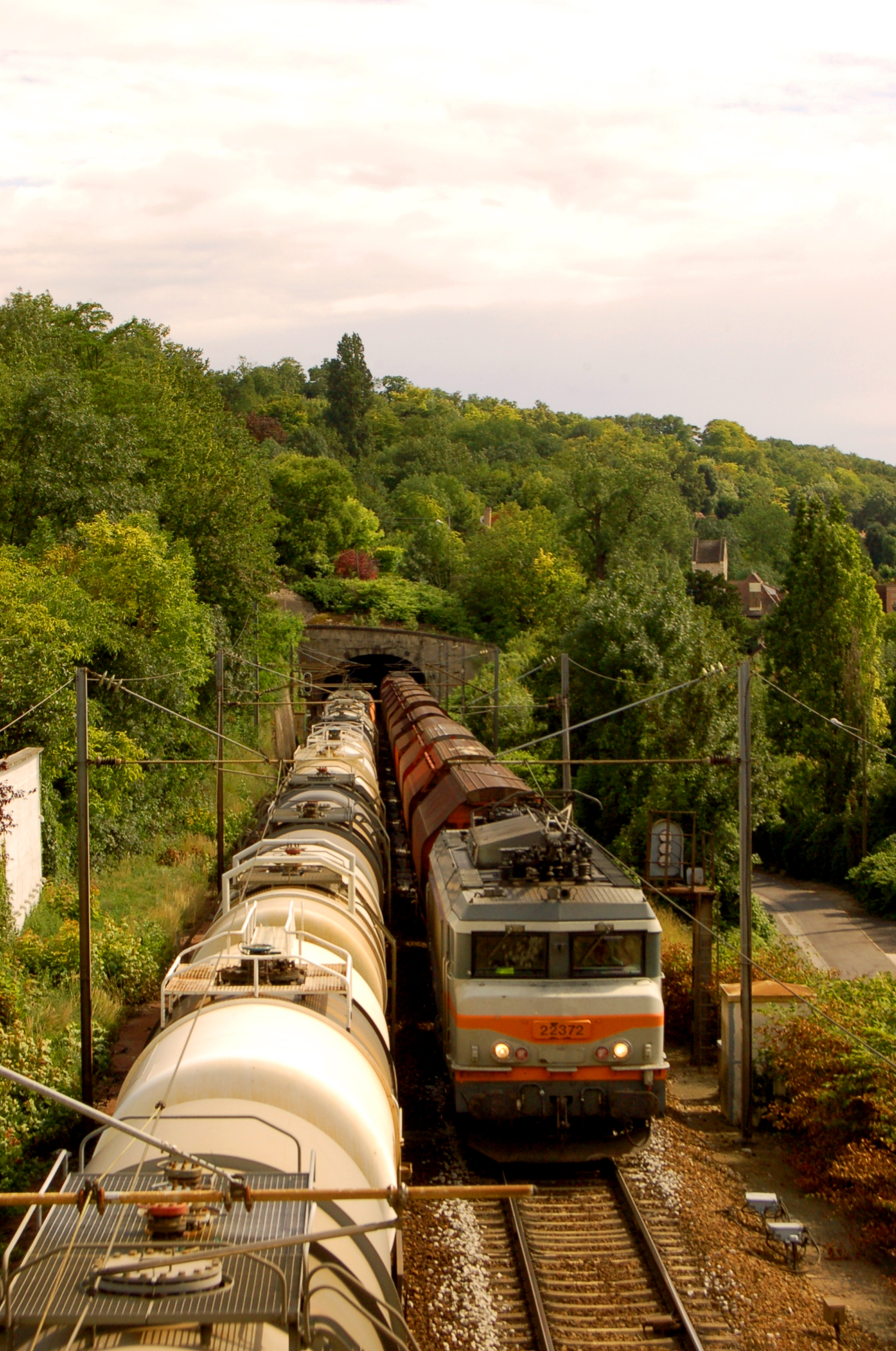
Un trafic intense : deux trains se croisent à Chennevières.

La loi du 17 juillet 1879 (dite plan Freycinet), portant classement de 181 lignes de chemin de fer dans le réseau des chemins de fer d’intérêt général, retient en no 37, une ligne de « Palaiseau à Épinay-sur-Orge ».
Le 2 janvier 1882, le tronçon entre Noisy-le-Sec, Le Bourget et Achères est inauguré. La section entre Achères et Versailles est quant à elle inaugurée le 4 septembre 1882. Une gare est construite à Saint-Germain-en-Laye, et le raccordement vers la gare de Saint-Germain-en-Laye des Chemins de fer de l'Ouest est inauguré le 30 novembre de la même année. Le 1er mai 1883, c'est au tour du tronçon entre Juvisy et Versailles d'être ouvert, puis, en 1886, à la demande de l'armée, une liaison entre Villeneuve-Saint-Georges et Massy - Palaiseau est construite.
Le raccordement, long de 1 000 mètres, avec la ligne de Paris-Nord à Lille près de la gare de Pierrefitte - Stains, est ouvert le 20 novembre 1884.

### Ligne de Choisy-le-Roi à Massy - Verrières (Grande ceinture stratégique)
La ligne de Choisy-le-Roi à Massy - Verrières, dite aussi « Grande ceinture stratégique », est un tronçon alternatif au tronçon entre le poste R d'Orly et la gare de Massy - Palaiseau de la grande ceinture de Paris, en passant par Rungis au lieu de Villeneuve-Saint-Georges et Juvisy-sur-Orge. Cette ligne a été inaugurée en 1886. Elle présente l'avantage d'éviter ces deux derniers points singuliers et donc de rendre le trafic de ceinture indépendant de ces goulets d'étranglement (raccordements d'accès au triage de Villeneuve-Saint-Georges, d'une part, et traversée du nœud ferroviaire de Juvisy, d'autre part), mais surtout de se trouver protégé par le polygone de défense constitué par les forts détachés de Paris, construits entre 1870 et 1890 afin d'assurer la protection de la capitale.

### Ligne de Bobigny à Sucy - Bonneuil (Grande ceinture complémentaire)
En 1924, on décide de créer la « Grande ceinture complémentaire » entre Noisy-le-Sec et Sucy - Bonneuil. Cette ligne, passant plus à l'est via Neuilly-sur-Marne, ouvre en 1928 pour les marchandises et en 1932 pour les voyageurs. Cette création vise à séparer le trafic de ceinture de celui de la ligne radiale de Mulhouse. Le tronçon entre Bobigny et le raccordement de Noisy (évite Noisy) est réalisé par la suite.
De 1943 à 1944, la gare de Bobigny devient le point de départ pour les convois ferroviaires vers le camp d'extermination d'Auschwitz-Birkenau, principalement en raison de sa proximité avec le camp de Drancy.

### Démantèlement du Syndicat d'exploitation et évolutions du trafic

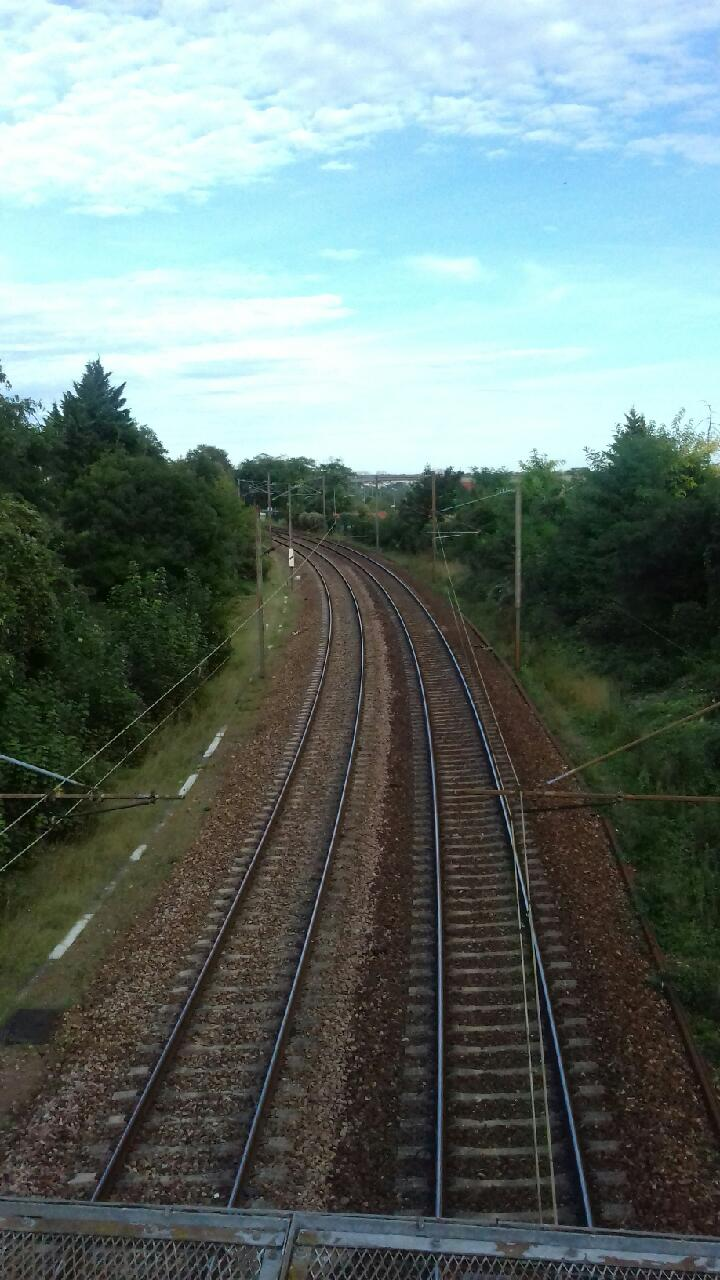
Vue de la ligne en direction de la gare d'Épinay-sur-Seine, depuis un pont routier reliant la rue de la Voie des Bans à la rue Claude-Monet, à Argenteuil.

Par accord intervenu le 27 août 1934 entre les grandes Compagnies de chemin de fer, le Syndicat du chemin de fer de grande ceinture est démantelé. Ainsi, la Compagnie des chemins de fer de l'Est récupère l'exploitation de la partie de ligne de Noisy-le-Sec à Sucy - Bonneuil, l'Administration des chemins de fer de l'État récupère la section entre Juvisy et Argenteuil via Palaiseau par le sud et l'ouest de Paris, alors que la Compagnie des chemins de fer du Nord reprend celle via Bobigny et la grande ceinture complémentaire par le nord et l'est de Paris jusqu'à Valenton. Cet arrangement est approuvé par un décret le 23 octobre suivant.
En 1939, une grande partie de la Grande Ceinture ferme au trafic des voyageurs :
- le 15 mai 1939, sur sa section nord comprise entre Versailles-Chantiers et Juvisy via Argenteuil ;
- le 15 mai 1939, sur sa section sud comprise entre Orly et Massy - Palaiseau ;
- le 1er décembre 1939, sur sa section est comprise entre Nogent - le Perreux et Champigny.

Seul reste ouvert le tronçon situé le plus au sud, entre Versailles et Juvisy via Massy - Palaiseau.
La ligne se voue donc principalement au trafic marchandises,.
Le trafic voyageurs reprend sur la Grande Ceinture stratégique entre Orly et Pont-de-Rungis en 1969, puis entre Pont-de-Rungis et Massy - Palaiseau en 1977. Le 30 septembre 1979, ce dernier tronçon intègre le RER C.
Entre 2005 et fin 2006, la gare de triage d'Achères ferme ; la Grande Ceinture ne relie donc plus que les triages du Bourget et de Villeneuve-Saint-Georges aux lignes radiales.

### Électrification

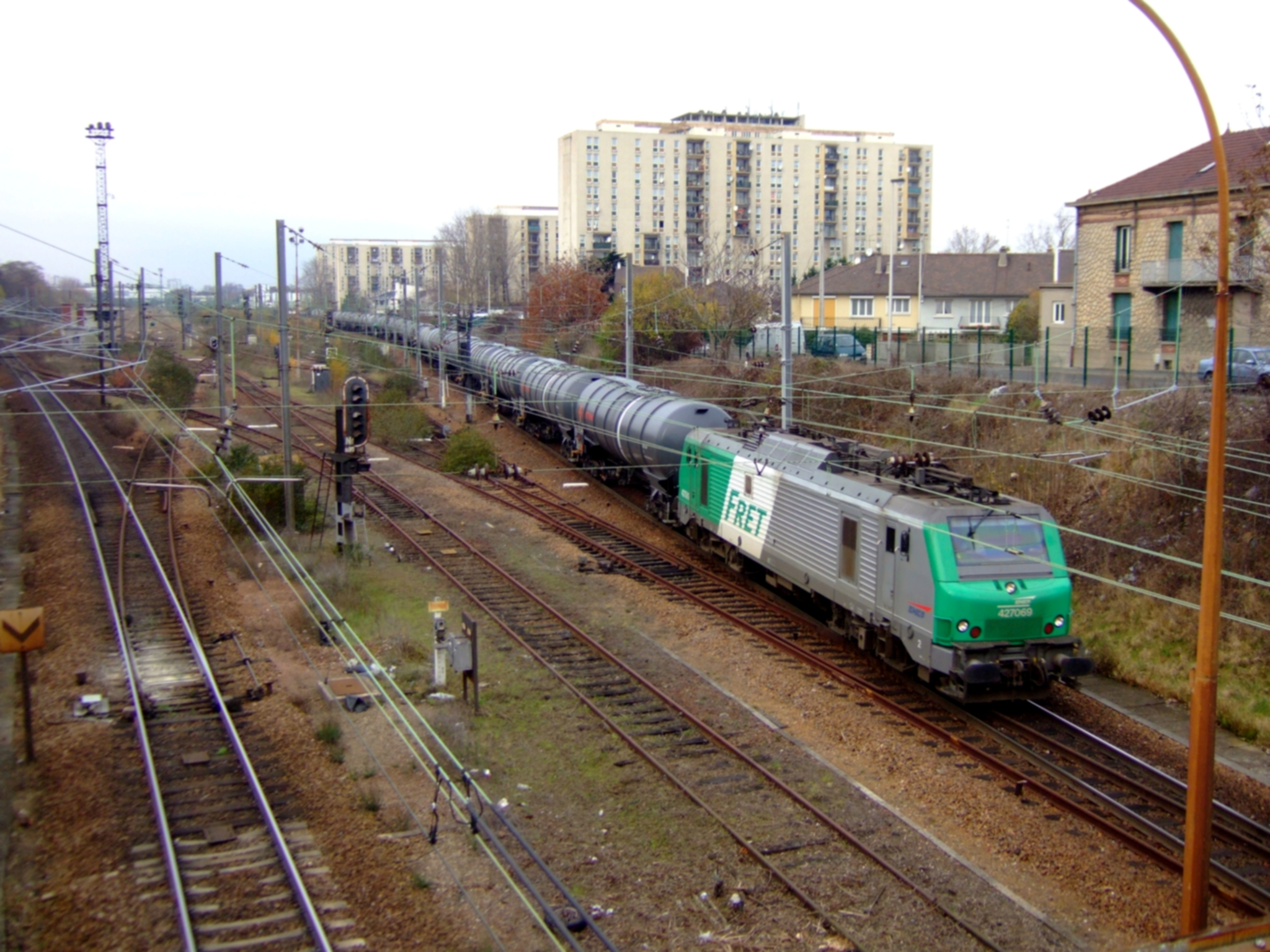
Un convoi pour Valenton passe au garage de Villemomble, aujourd'hui désaffecté.

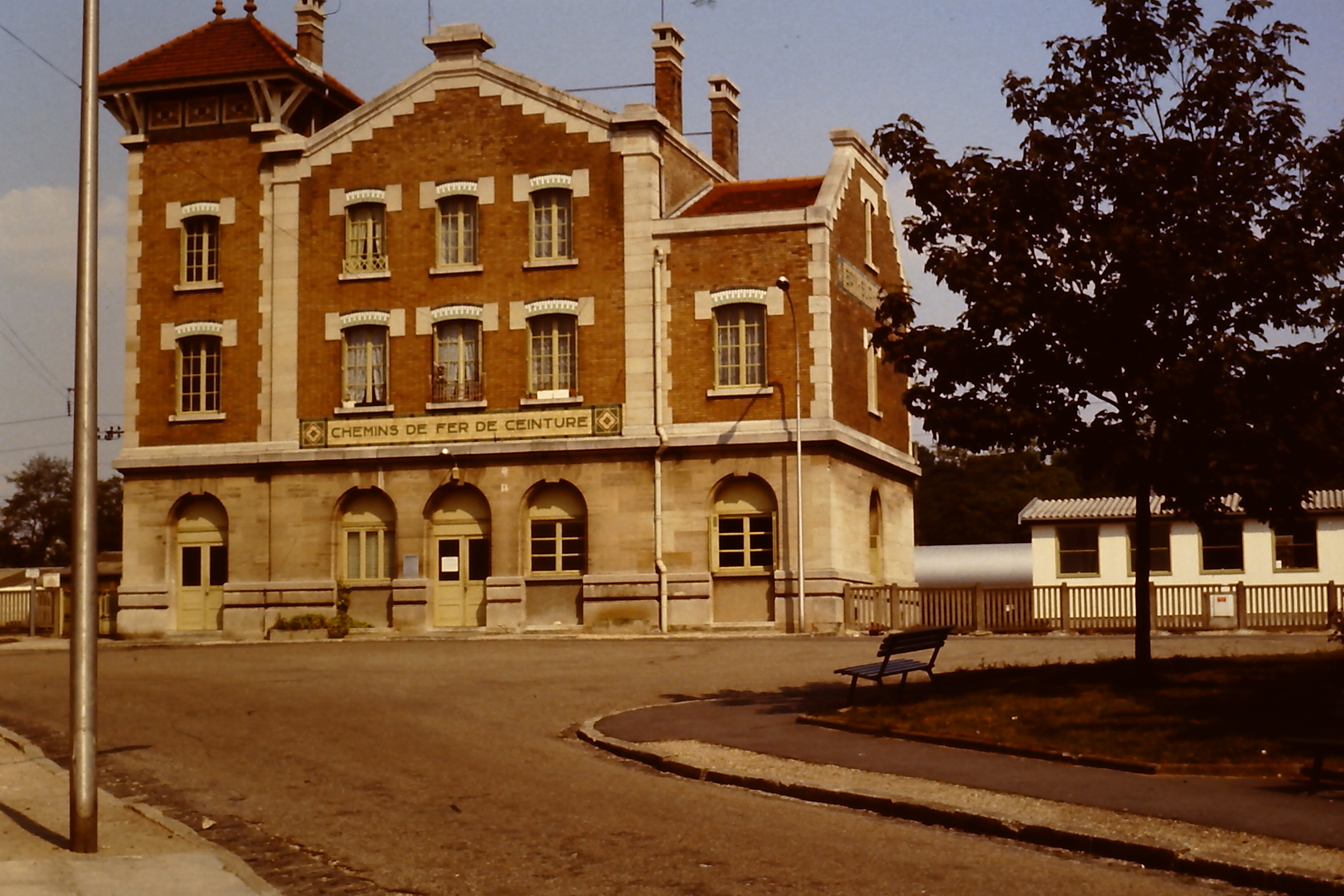
La gare de Bry-sur-Marne en 1980.

La volonté d'introduire sur la Grande Ceinture la circulation de trains de marchandises à grand parcours entraîne le projet d'électrification de la section sud en courant continu 1 500 volts.
Fin janvier 1945, la décision est prise d'électrifier la section Valenton – Juvisy via Orly. La mise en service s'effectue dès septembre de la même année. Dans la foulée, les tronçons Juvisy – Versailles et Orly – Massy sont à leur tour équipés : la traction électrique est mise en service le 6 février 1947.
Les lignes radiales au départ de la gare du Nord et de la gare de l'Est sont électrifiées en courant monophasé 25 kV – 50 Hz à la fin des années 1950. À cette époque, une électrification de la section est de la Grande Ceinture semble évidente, car facilitant la traction des trains de marchandise sans rupture. En ce sens, la section entre la bifurcation de Stains (ligne Paris – Creil) et Noisy-le-Sec est mise sous tension le 21 juillet 1959. Celle-ci est suivie par celle de la section Noisy-le-Sec-GC – Bondy le 22 mai 1962, puis Sartrouville – Argenteuil le 27 mars 1967. Les sections Argenteuil – Stains et Bobigny – Gagny (Grande Ceinture complémentaire dont l'Évite Noisy) sont à leur tour électrifiées en 25 kV le 14 septembre 1970. Les dernières parties, entre les raccordements de Noisy et la bifurcation de Nogent-le-Perreux, sont mises en service le 13 décembre 1973 et la bifurcation de Nogent à Valenton est électrifiée le 18 décembre 1975, avec une section de séparation à La Varenne.
La section Saint-Germain-en-Laye-Grande Ceinture à Noisy-le-Roi est électrifiée en 2004, dans le cadre du projet Grande ceinture Ouest qui fait partie de la ligne L du Transilien.
En 2013, près de 260 trains de fret passent quotidiennement sur la « Grande Ceinture ».
Dans le cadre du projet de la ligne T13, la section entre Noisy-le-Roi et la gare de Versailles-Matelot est électrifiée en 25 kV – 50 Hz. Elle est mise sous tension le 12 décembre 2021.

### Transport des voyageurs

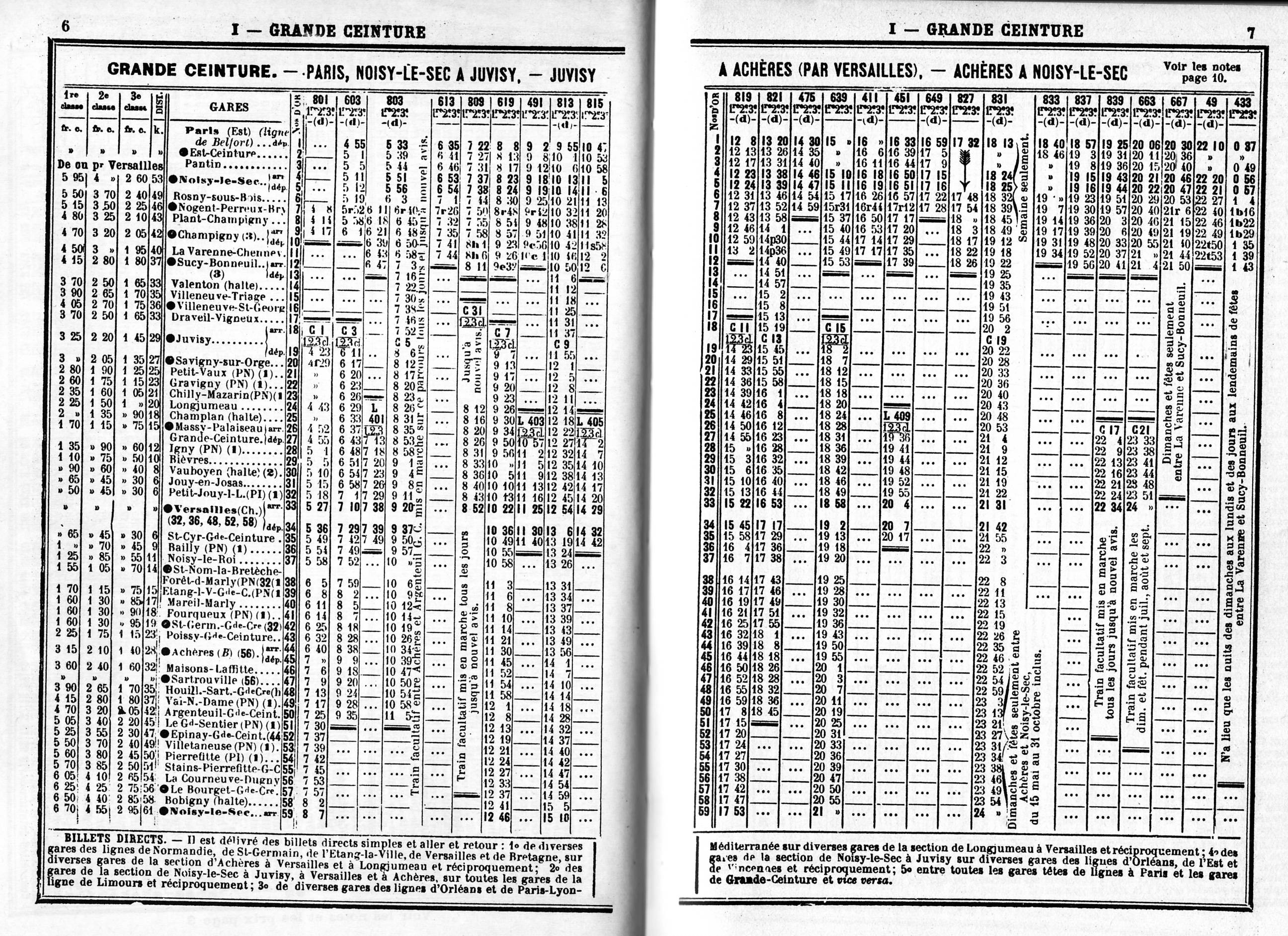
Deux pages des horaires imprimés par Chaix, mai 1914.

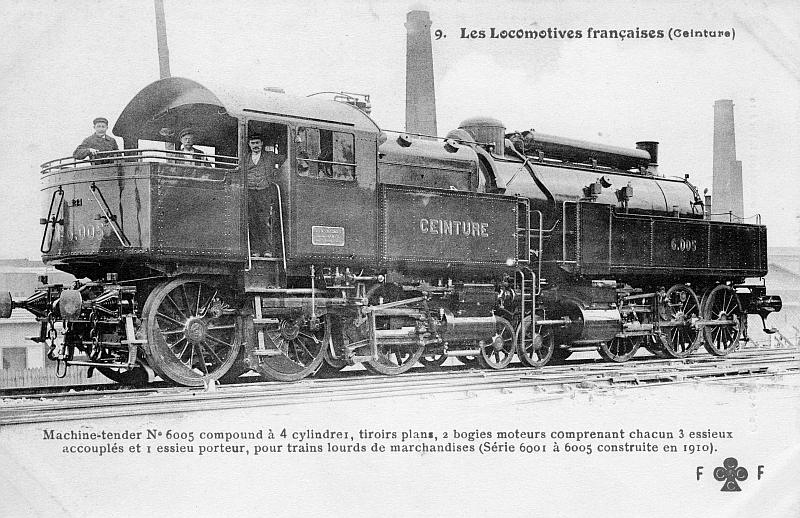
La locomotive no 6005.

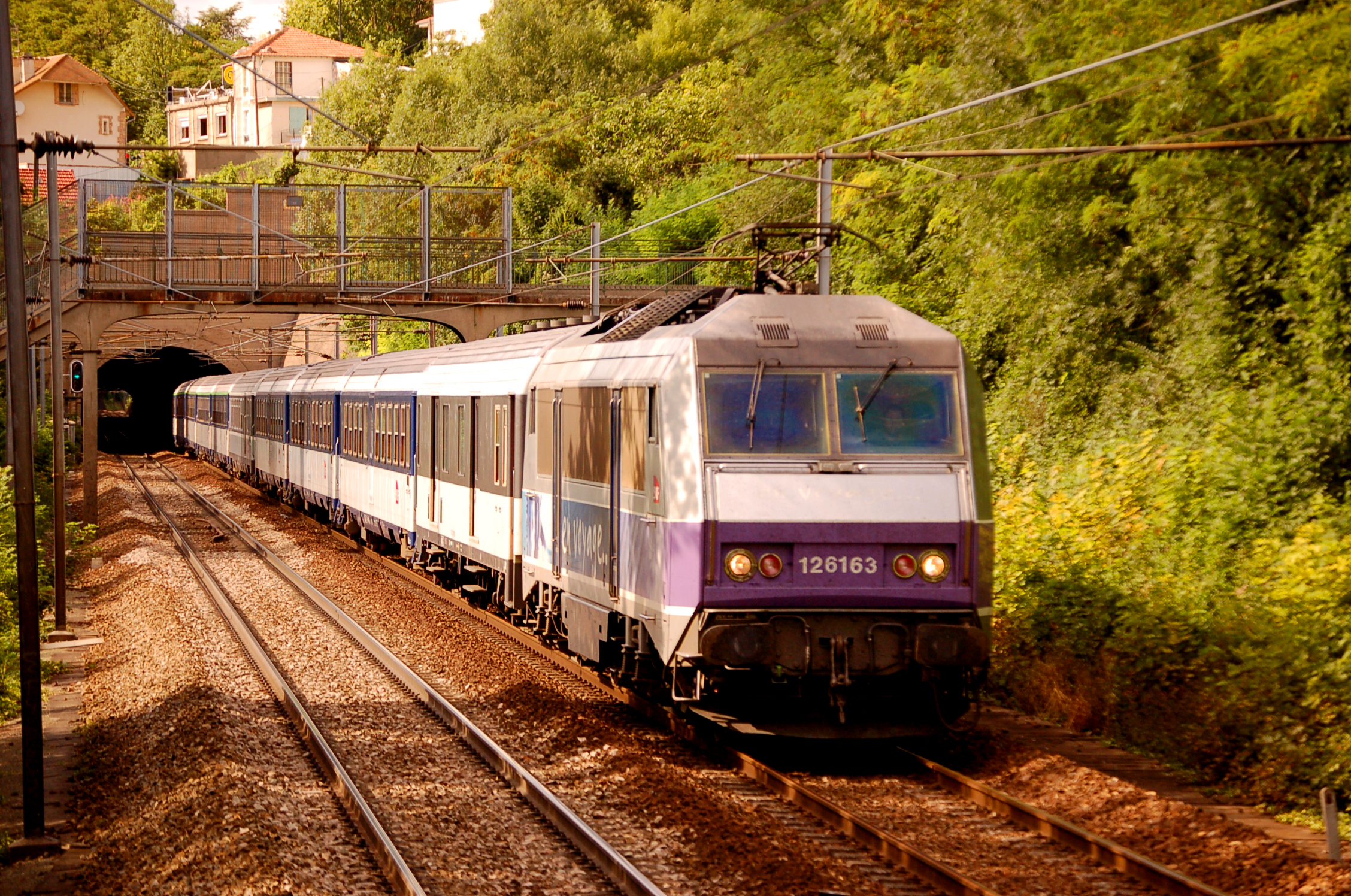
Un train de pèlerins passe
à Champigny.

La Grande Ceinture a toujours joué un rôle essentiellement tourné vers le transport de fret ; le syndicat de Ceinture emploie alors des locomotives tenders articulées (type Du Bousquet, 6001 à 6038). Ainsi qu'on peut le voir sur les horaires de la ligne en mai 1914, le nombre de trains de voyageurs était limité et leur vitesse lente.
Il n'est donc pas étonnant que, face à une offre peu attractive, avec un tracé réalisé dans des secteurs peu urbanisés à l'époque et donc inapproprié aux besoins de déplacements des banlieusards, le service ferroviaire n'ait pu résister au développement de l'automobile ni de lignes régulières d'autocars.
Mais il subsiste encore quelques circulations de voyageurs, notamment grâce aux trains de pèlerins.

### Liaison avec le TGV
À partir du service d'hiver 1984, une nouvelle liaison TGV directe Lille – Lyon est proposée en utilisant les voies de la Grande Ceinture est, du raccordement de Stains à Valenton. Les circulations se font alors via Noisy-le-Sec, mais certains trains empruntent la « Complémentaire » en cas de travaux ou de perturbations. Le succès rencontré par cette nouvelle offre amène la SNCF à offrir un second aller-retour quotidien dès 1985. À l'automne 1986, les rames sont couplées jusqu'à Valenton avec une nouvelle desserte directe Rouen – Lyon utilisant cette fois encore la Grande Ceinture sud, de Versailles-Chantiers à Valenton via Massy - Palaiseau. Les TGV Lille – Lyon n'empruntent plus la Grande Ceinture depuis l'ouverture de la LGV Interconnexion Est en 1994.
La liaison TGV entre la Normandie, l'aéroport de Roissy et Strasbourg, ou Dijon, a emprunté la Grande Ceinture nord jusqu'à Stains, où une station de rebroussement vers la LGV Nord était aménagée. Ces liaisons, créées le 5 juillet 2009, ont été supprimées à partir du 11 décembre 2010, car « le taux de remplissage était beaucoup trop faible et le déficit devenait trop important ».
Dans les années 2010, la priorité concernant la Grande Ceinture consistait en l’aménagement de la ligne de Choisy-le-Roi à Massy - Verrières, pour faire face à l'augmentation du trafic prévue pour 2020 entre le sud-ouest de la France et les régions est, nord et sud-est. Cette dernière aurait dû être, à un horizon non défini, doublée par la LGV Interconnexion Sud (entre Massy et Bonneuil, Valenton ou Sénart), avec desserte de l'aéroport d'Orly.

## Trams-trains et Transilien
Plusieurs parties de la Grande Ceinture sont (ou seront) exploitées avec des trams-trains.
La ligne T11, qui doit à terme relier Sartrouville à Noisy-le-Sec, circule depuis le 1er juillet 2017 entre Épinay-sur-Seine et Le Bourget en longeant la Grande Ceinture, les trams-trains et les trains de fret ne circulant pas sur les mêmes voies.
La ligne T12 utilise les infrastructures de la ligne de Grande Ceinture entre Massy - Palaiseau et Petit-Vaux, remplaçant une partie des missions précédemment effectuées par le RER C,. Le reste de la ligne sera constitué par de nouvelles voies de tramway. Ouverte en décembre 2023, elle doit à terme être prolongée jusqu'à Versailles-Chantiers (actuellement ligne V du Transilien, portion de la grande ceinture également détachée du RER C).
La ligne T13, ouverte en 2022, reprend les infrastructures entre Saint-Germain-en-Laye-Grande-Ceinture et Saint-Cyr-Grande-Ceinture (section incluant l'ex-Grande ceinture Ouest). Le reste de la ligne est constitué par de nouvelles voies réservées au tramway.

## Galerie de photographies

Documents anciens sur la Grande Ceinture
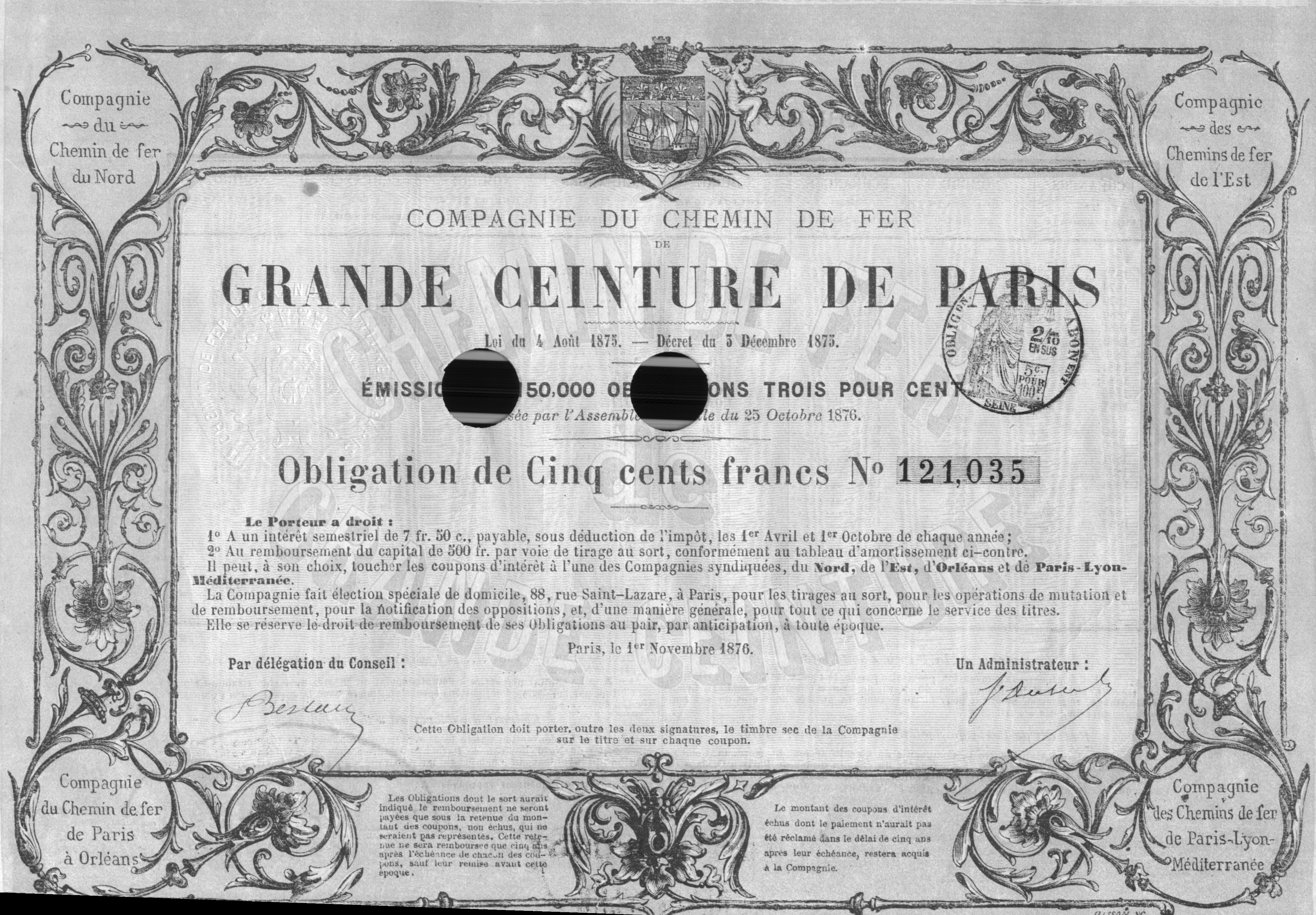
Obligation de 1876.
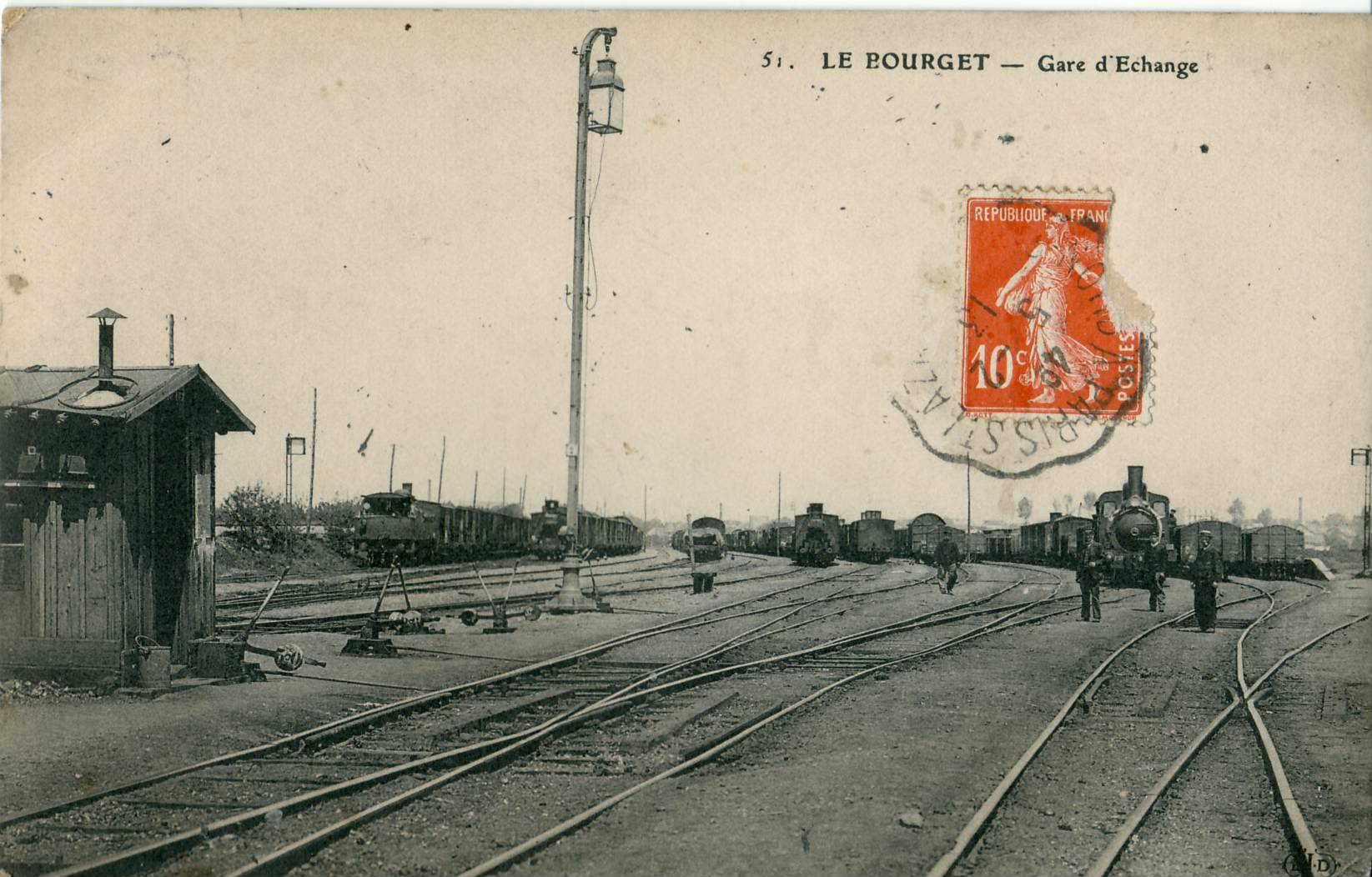
La gare du Bourget au début du XXe siècle.
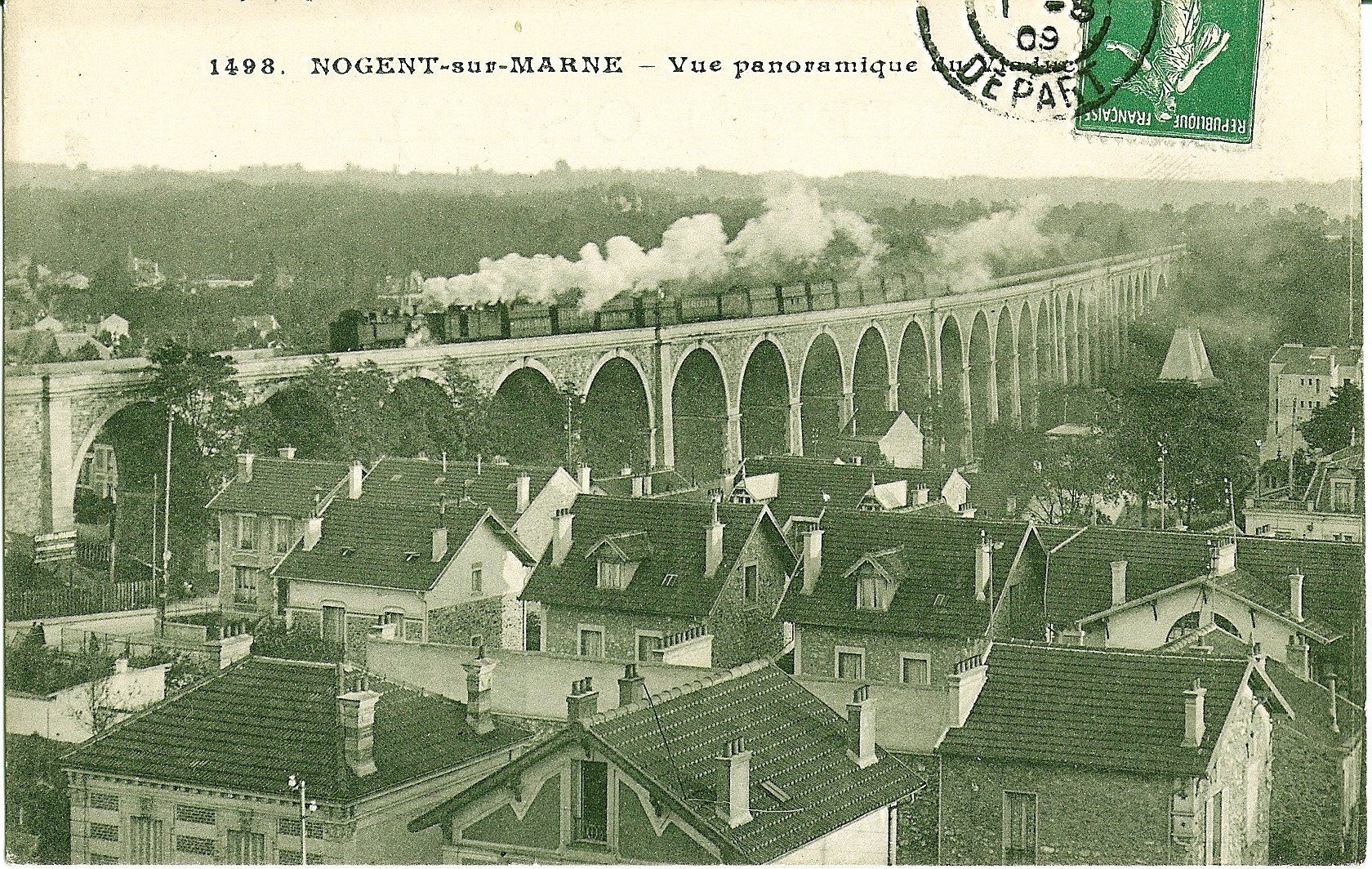
Le viaduc de Nogent-sur-Marne au début du XXe siècle.
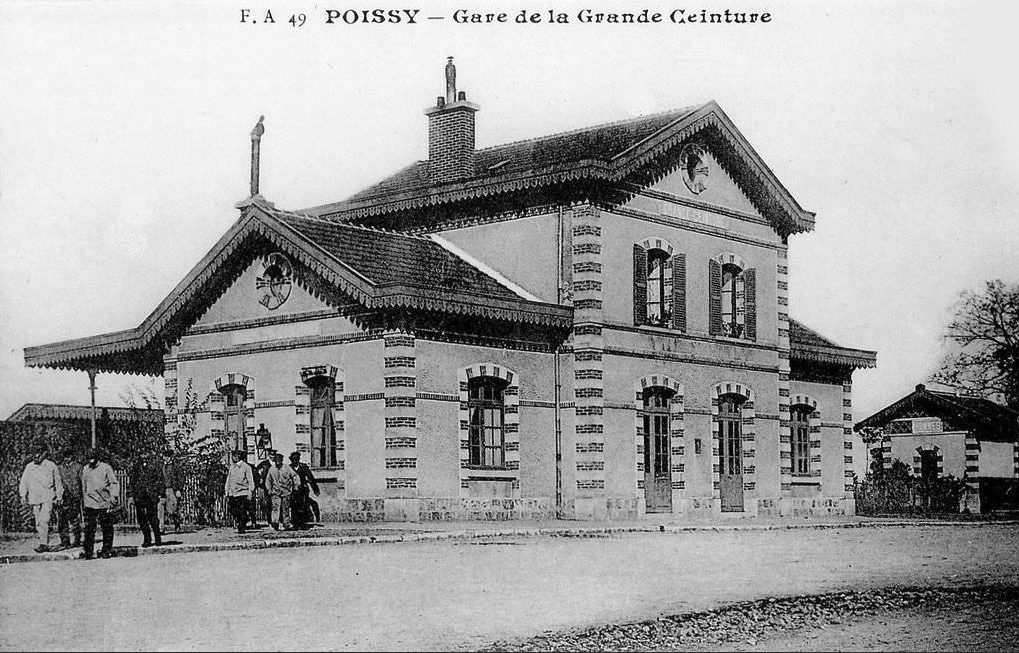
La gare de Poissy-Grande-Ceinture au début du XXe siècle.

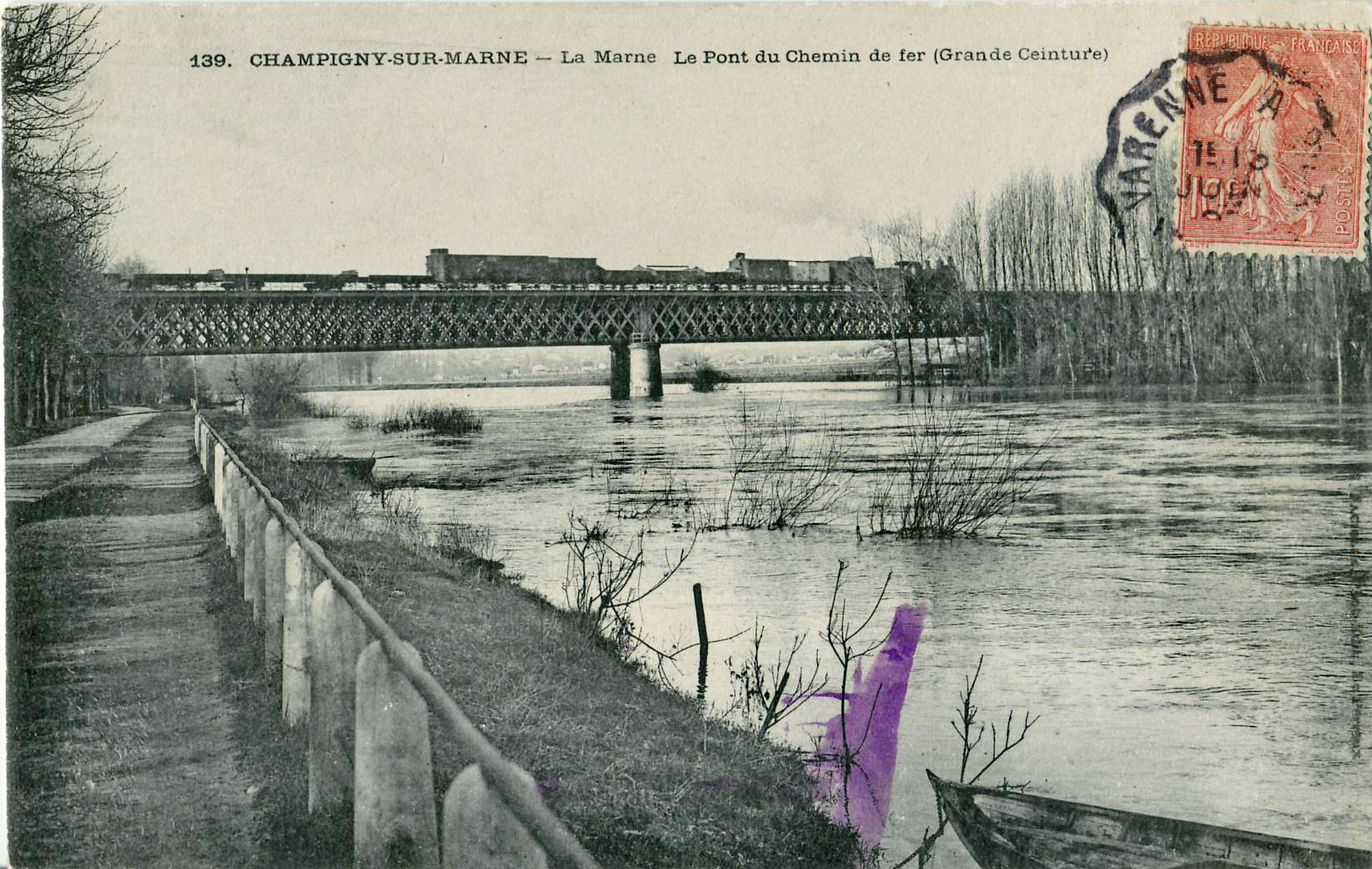
Le pont ferroviaire de Champigny au début du XXe siècle.
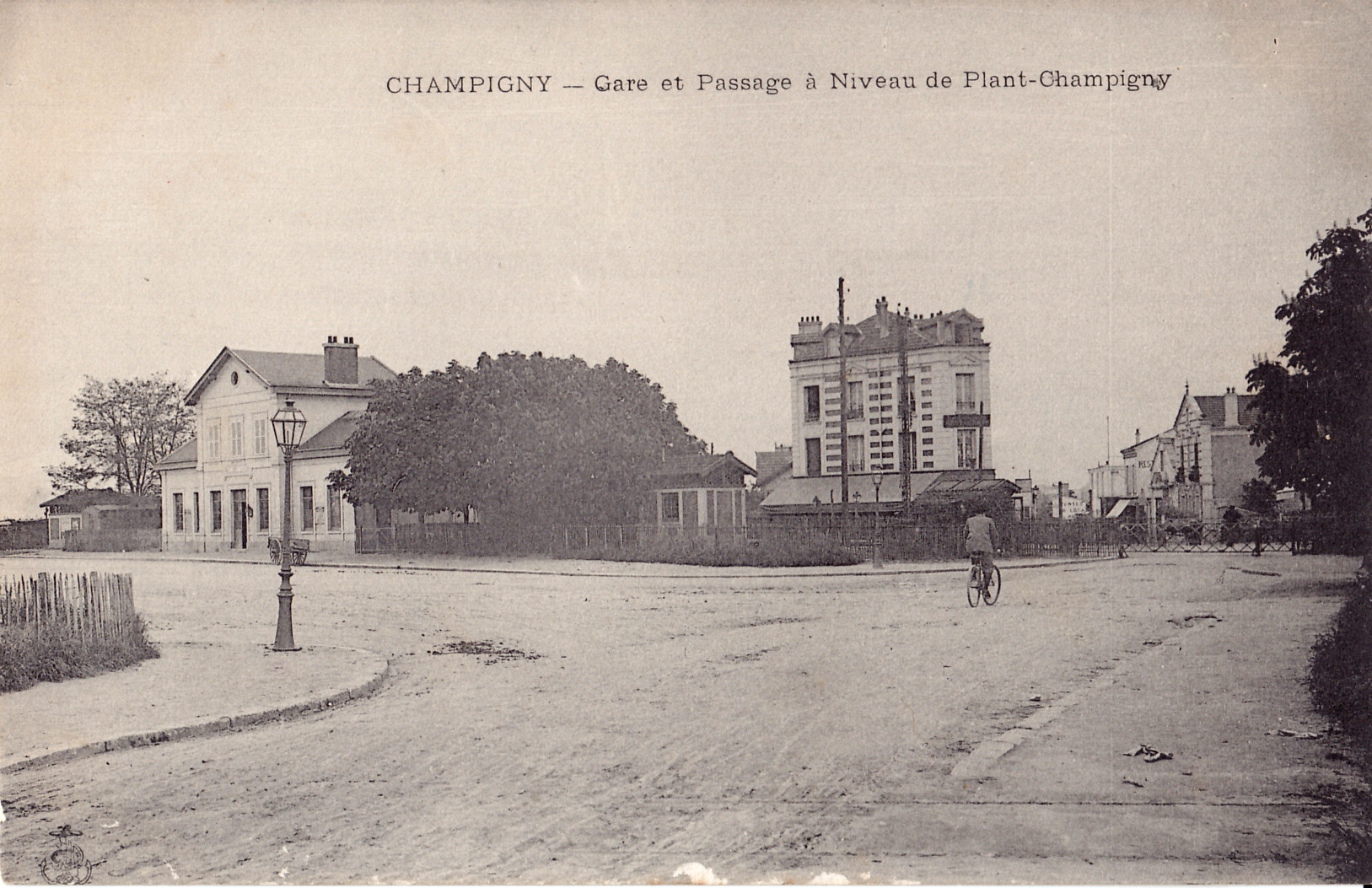
La gare du Plant-Champigny.
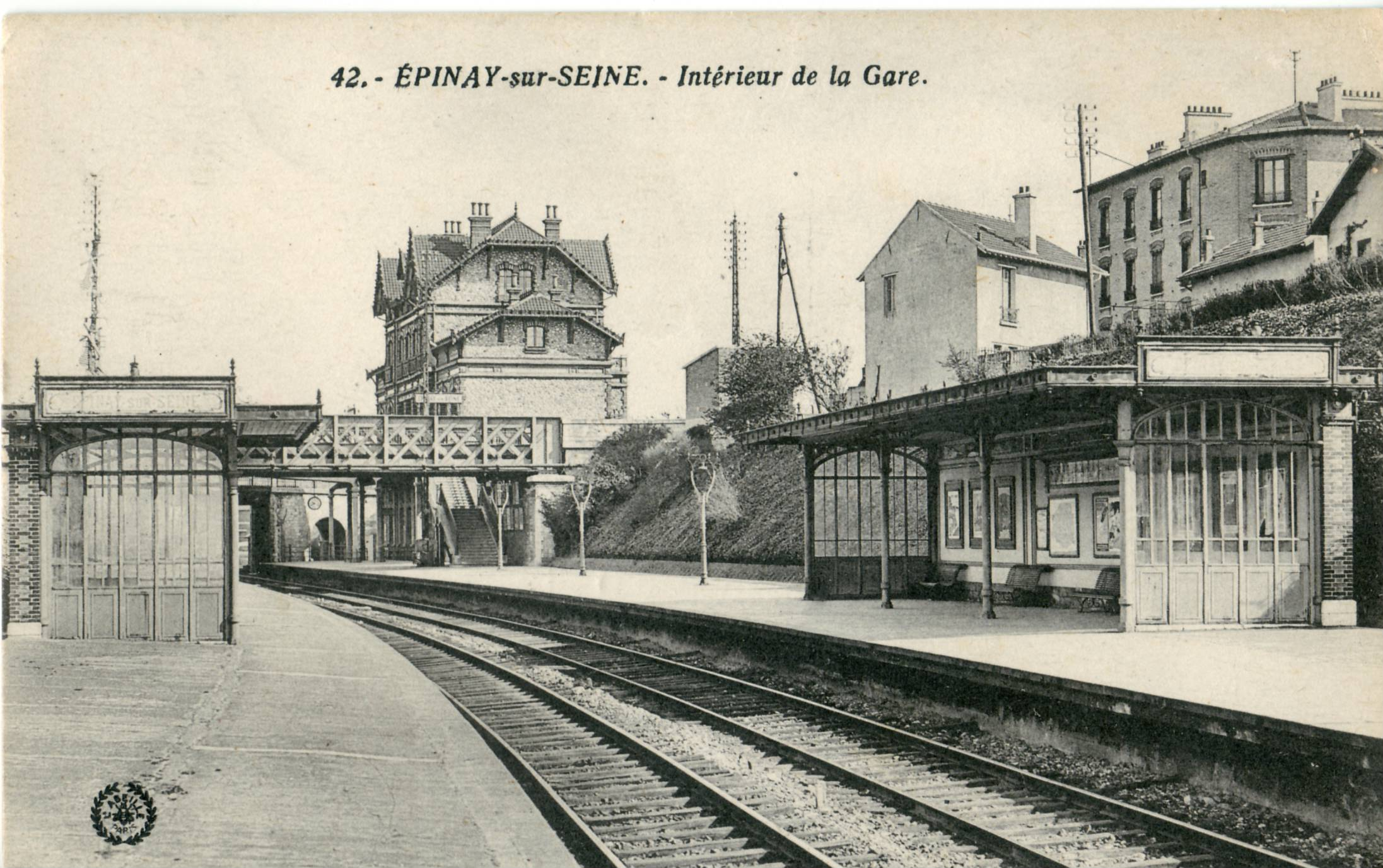
La gare d'Épinay-sur-Seine entre 1890 et 1920. La Grande Ceinture passe sur le second pont.
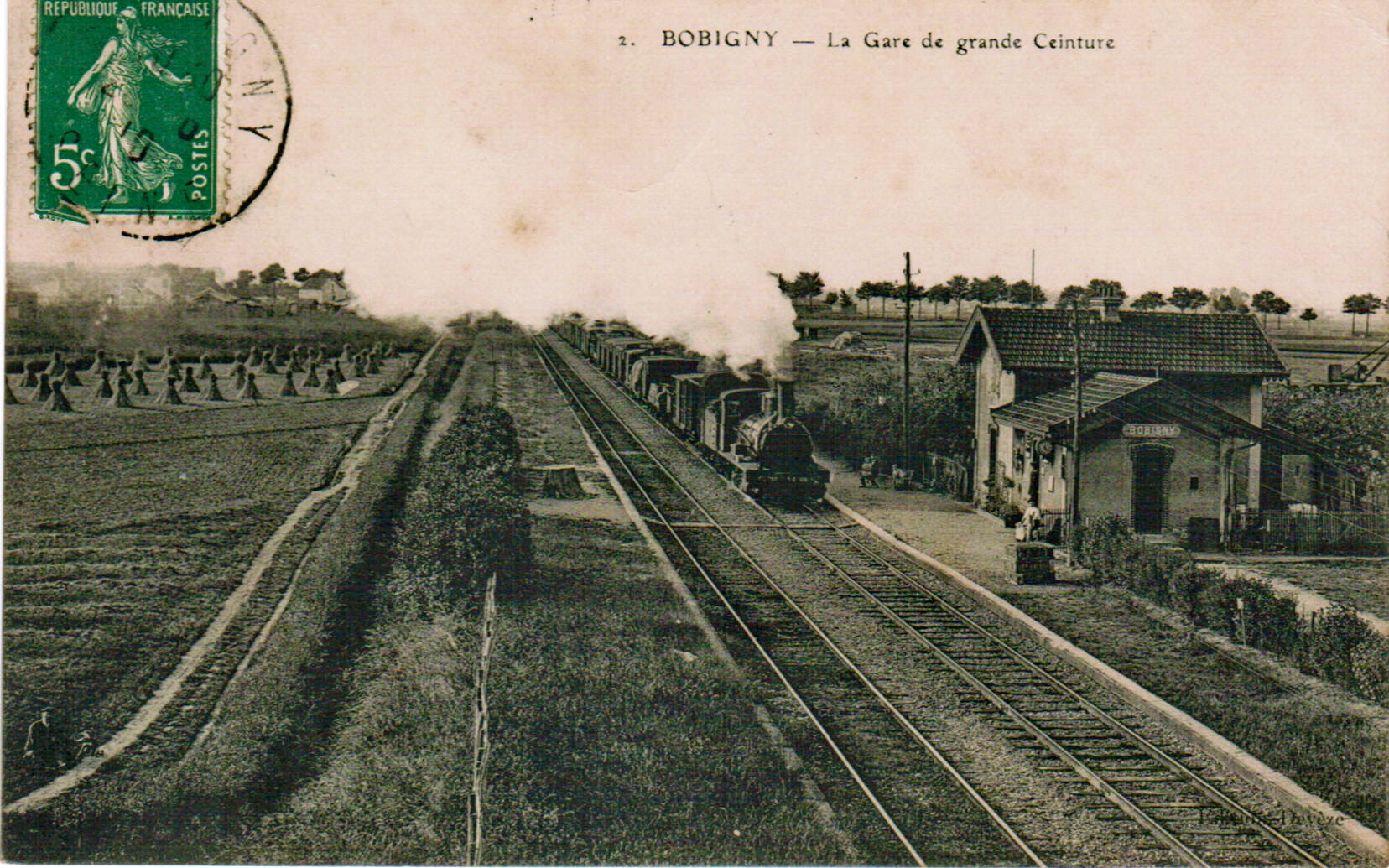
La halte de Bobigny avant sa reconstruction monumentale en 1932.